# Patriarcado de Lisboa
El patriarcado de Lisboa (en latín: Patriarchatus Lisbonensis o Ulixbonensis y en portugués: Patriarcado de Lisboa) es una circunscripción eclesiástica de la Iglesia católica en Portugal. Se trata de un patriarcado latino, sede metropolitana de la provincia eclesiástica de Lisboa. Desde 2023 su patriarca es Rui Manuel Sousa Valério, S.M.M.

## Territorio y organización

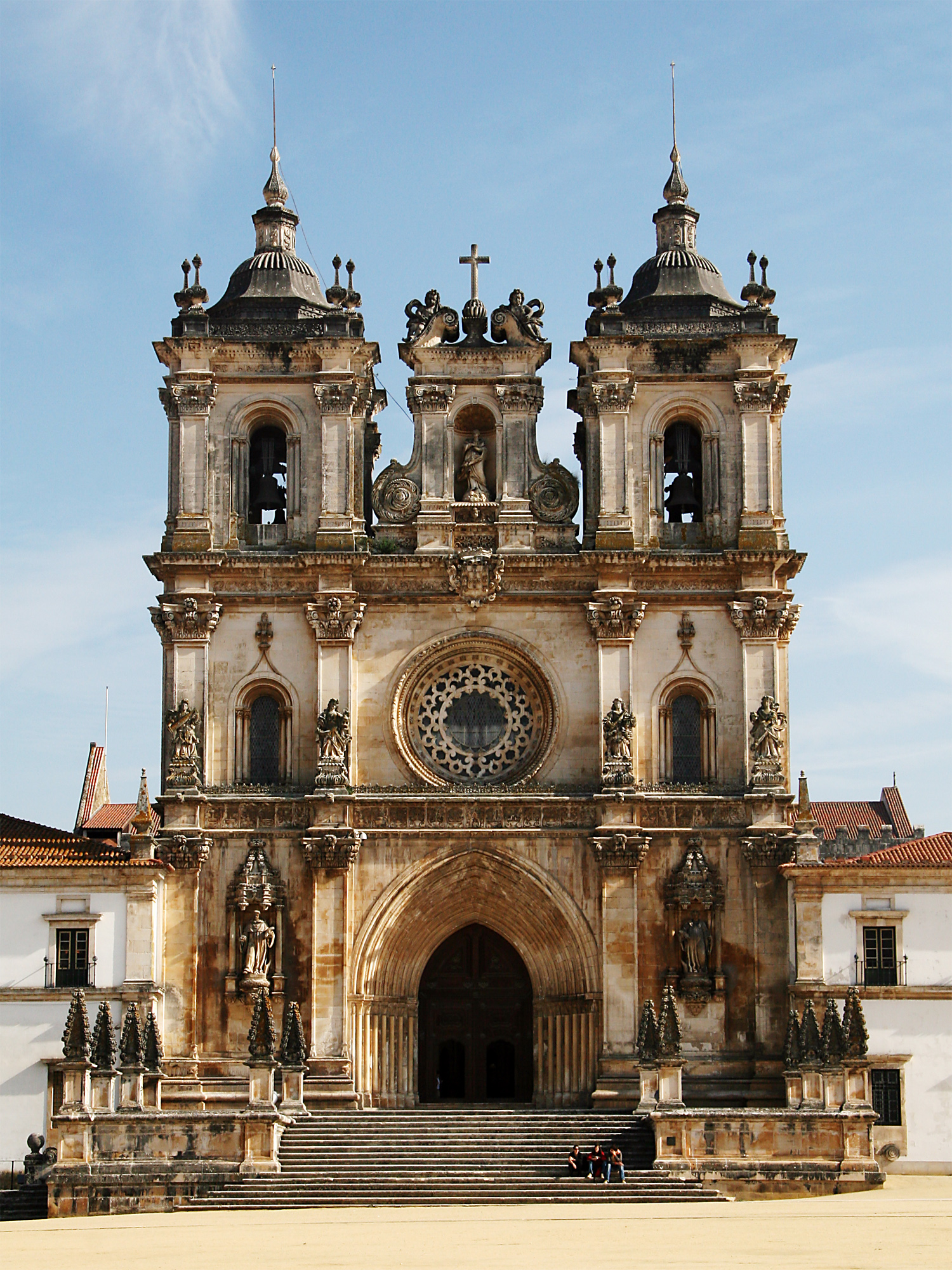
Monasterio de Alcobaza, primer edificio gótico de Portugal, Patrimonio de la Humanidad

El patriarcado tiene 3735 km² y extiende su jurisdicción sobre los fieles católicos de rito latino residentes en las subregiones estadísticas de Gran Lisboa y Oeste. Por la dignidad patriarcal del arzobispo de Lisboa, este sobrepasa finalmente en importancia al arzobispo de Braga quién, con el título de primado de las Españas, fue hasta el 1716 el clérigo de mayor dignidad de Portugal. Por un privilegio concedido por una bula pontificia, el patriarca de Lisboa siempre es creado cardenal por el papa en el primer consistorio celebrado con posterioridad a su elevación al patriarcado o, en caso de que exista un patriarca emérito, después de que este pierda su condición de cardenal elector.

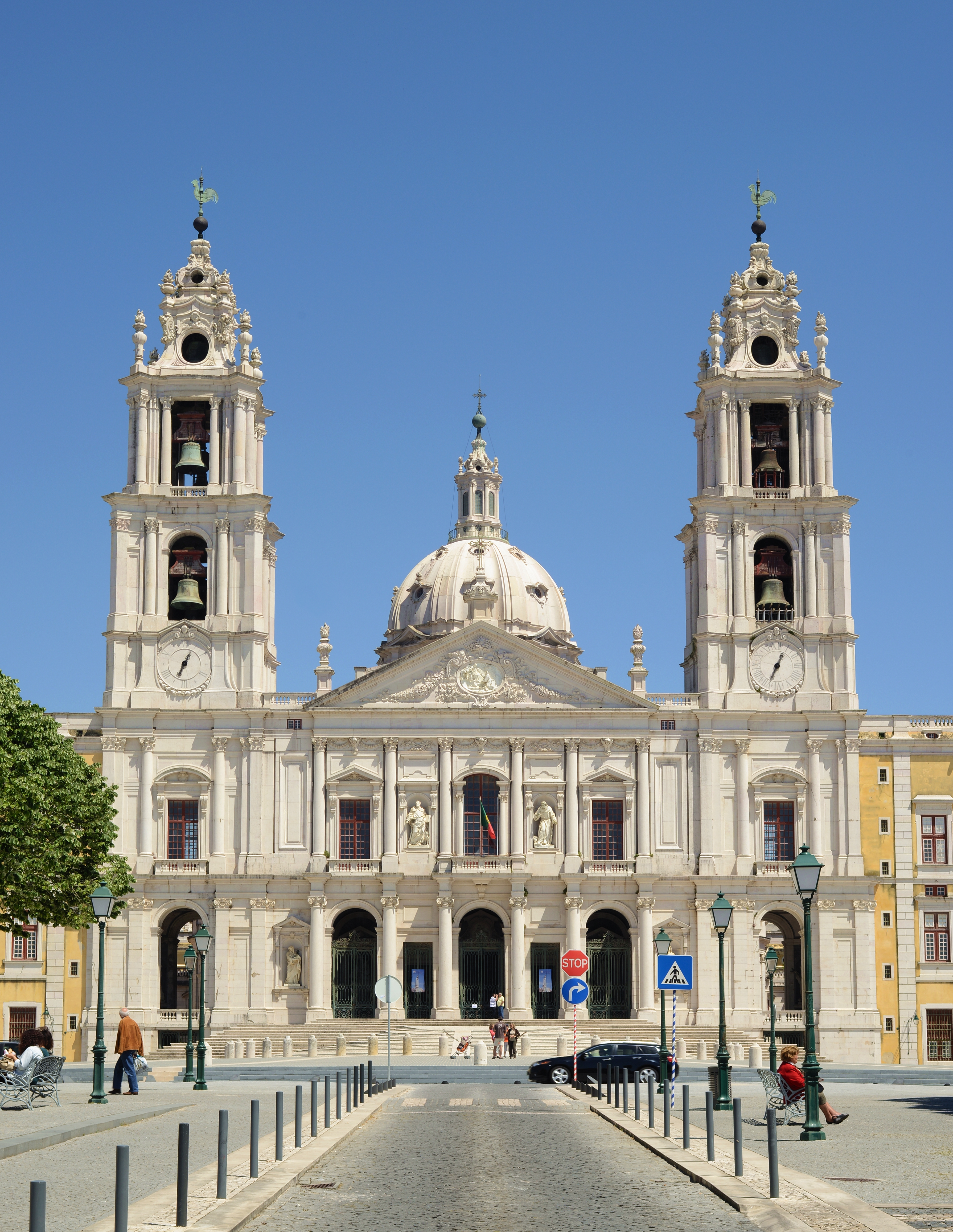
Basílica de Nuestra Señora y San Antonio

La sede del patriarcado se encuentra desde 1998 en la iglesia de San Vicente de Fora en ciudad de Lisboa, en donde se halla la Catedral de Santa María la Mayor. En la capital portuguesa, además, se encuentran tres basílicas menores: Nuestra Señora de los Mártires, Nuestra Señora y San Antonio y la basílica da Estrela (o del Sagrado Corazón de Jesús). En el territorio hay, además, dos monumentos eclesiásticos reconocidos como Patrimonio de la Humanidad: el monasterio de Alcobaza y el monasterio de los Jerónimos de Belém.

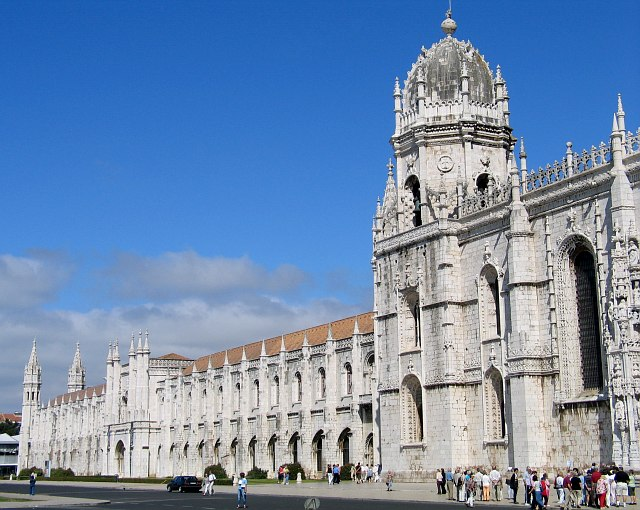
Monasterio de los Jerónimos de Belém

El patriarcado tiene como sufragáneas a las diócesis de: Angra, Funchal, Guarda, Leiría-Fátima, Portalegre-Castelo Branco, Santarem y Setúbal.

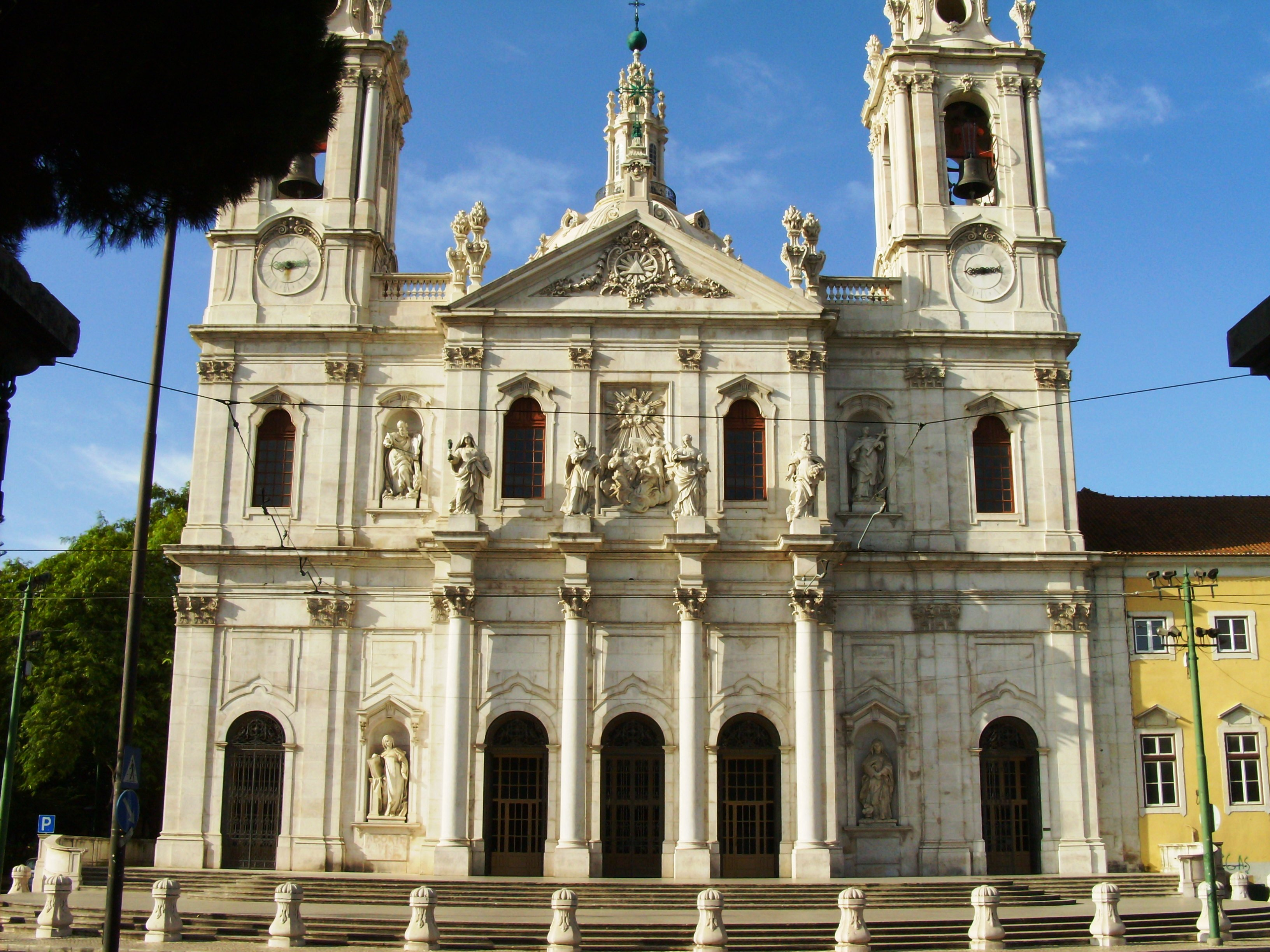
Basílica da Estrela

En 2020 en el patriarcado existían 285 parroquias agrupadas en 17 vicarias y 3 zonas pastorales:
- zona Lisboa: vicariatos de Lisboa centro, Lisboa oriental, Lisboa occidental, Lisboa norte;
- zona Termo: vicariatos de Alenquer, Amadora, Cascais, Loures-Odivelas, Oeiras, Sacavém, Sintra, Villa Franca de Xira-Azambuja;
- zona Oeste: vicariatos de Alcobaça-Nazaré, Caldas da Rainha-Peniche, Lourinhã, Mafra, Torres Vedras.

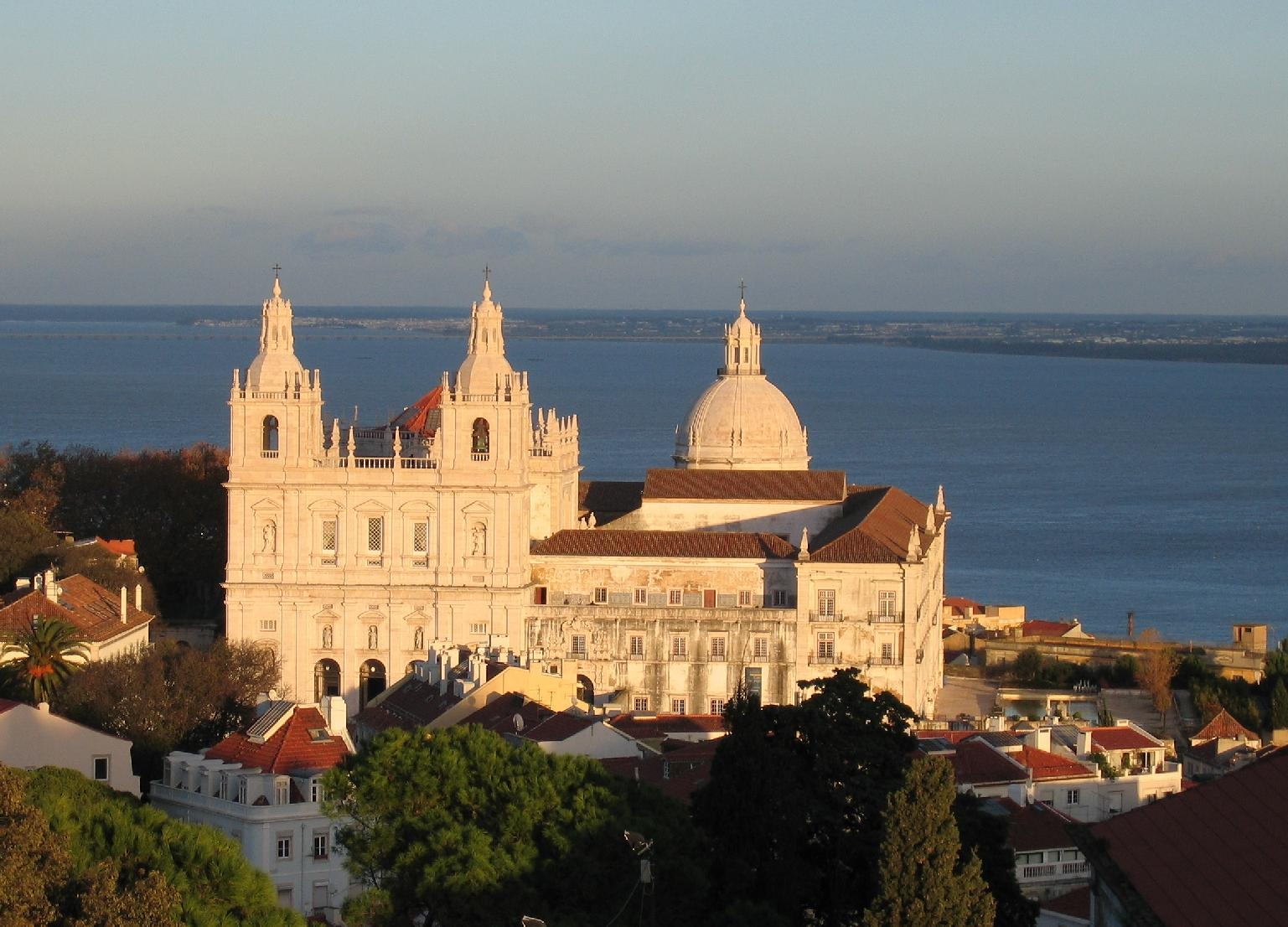
Iglesia de San Vicente de Fora, sede de la curia patriarcal desde 1998

## Historia

### Orígenes
Una antigua tradición habla de Verísimo, Máxima y Júlia, como mártires lisbonenses en la persecución de Diocleciano (finales del siglo III hasta el siglo IV). La diócesis de Lisboa (anteriormente Olisipo) se estableció en el siglo IV. Su primer obispo documentado es Potamio, que se había adherido al arrianismo y como tal participó en el tercer Concilio de Sirmium en 357, pero que posteriormente volvió a la ortodoxia, como lo demuestra su carta escrita a Atanasio de Alejandría probablemente después del Concilio de Rímini en 359. Los obispos de Lisboa ya no se conocen durante los dos siglos siguientes, aunque algunos autores han insertado arbitrariamente nombres legendarios en la cronología; el segundo obispo históricamente documentado es Paulo, quien participó, en la época visigoda, en el tercer Concilio de Toledo en 589. Gracias a las suscripciones de los concilios nacionales, es posible reconstruir una cronología de los obispos de Lisboa hasta finales del siglo VII. En ese período la diócesis era sufragánea de la arquidiócesis de Augusta Emerita (hoy archidiócesis de Mérida-Badajoz).
En el siglo V llegaron los bárbaros. Bajo la monarquía visigoda los obispos de Lisboa participaron en varios concilios de Toledo, de Viarico en 633 y Landry en 693. Como sucedió en todas partes, a partir de ese momento se produjo la descentralización del culto, desde la ciudad al campo de los alrededores, creándose las primeras parroquias rurales.
Como consecuencia de la conquista musulmana de la península ibérica, la diócesis de Lisboa quedó vacante desde 716; la antigua catedral visigoda fue transformada en una mezquita y el santuario de los mártires Verísimo, Máxima y Julia, muy venerados en Lisboa, fue arrasado. Aunque una comunidad cristiana sobrevivió durante la ocupación musulmana, ninguno de los obispos proviene de fuentes históricas.
En el momento de la Toma de Lisboa a los moros en 1147, la diócesis se restableció como sufragánea de la archidiócesis de Santiago de Compostela. El primer obispo de la sede restaurada fue Gilberto de Hastings, un inglés que llegó a Lisboa a raíz de las tropas de liberación, documentadas por primera vez en diciembre de 1149. Fue quien construyó la catedral a partir de 1150, en el lugar donde estaba la mezquita y quizás anteriormente la catedral visigoda, siendo el único monumento románico que queda en la ciudad.
La catedral tuvo su propio capítulo de canónigos que apoyaron el obispo y mantuvo una escuela capitular. En esa escuela estudió de niño Antonio de Padua, a mediados del siglo XIII. Además de la catedral y las parroquias que se asentaron rápidamente, probablemente de las comunidades mozárabes antiguas, Lisboa vio erigirse por iniciativa de Afonso I de Portugal el monasterio de São Vicente de Fora (por quedarse fuera de las murallas). Vicente de Huesca fue martirizado en Valencia en el siglo IV, y sus reliquias fueron entonces muy veneradas por los mozárabes a la cabeza de la Algarve que toma su nombre. El primer rey portugués ordenó que fueran llevados a Lisboa, siendo guardadas las reliquias en la capital. Este monasterio fue un importante centro cultural y también donde se formó san Antonio.
En 1289 el obispo Domingos Anes Jardo fundó el Colegio de San Pablo, Eloi y Clemente, para la enseñanza de los cánones y teología. Poco después, y hasta el siglo XVI, Lisboa tenía una universidad fundada por el rey Dionisio I, con el apoyo del clero. En la universidad solo se enseñaba teología a partir del siglo XV, siendo administrada por los conventos de los dominicos y franciscanos, erigidos en el siglo XIII. En la segunda década de ese siglo, nació en Lisboa Pedro Julião, más tarde papa con el nombre de Juan XXI (1276-1277).

### Elevación a arquidiócesis
El 10 de noviembre de 1394 la diócesis fue elevada al rango de arquidiócesis metropolitana con la bula In eminentissimae dignitatis del papa Bonifacio IX. El papa asignó las diócesis de Évora, Guarda, Lamego y Silves como sufragáneas de la nueva sede metropolitana; a éstas se sumaron, en el siglo siguiente, algunas diócesis ultramarinas, entre ellas las de Angra y Funchal. Su primer arzobispo fue Yoão Anes (1394-1402).
En el siglo XVI el cardenal-rey Enrique I de Portugal, arzobispo de Lisboa, aplicó a la diócesis los decretos reformadores del Concilio de Trento, y fue responsable de la fundación del seminario diocesano de Santa Catarina en 1566. Fue un lugar modesto y sus estudiantes asistían a las clases del gran colegio jesuita de San Antonio.
Eran tiempo de intensa vida religiosa, alimentada por muchas congregaciones y asociaciones de piedad y caridad religiosas, vinculados a monasterios, conventos y parroquias. Desde finales del siglo XV no se permitieron las diferencias religiosas en el país. Las misiones a ultramar constantemente pedían nuevos colaboradores trabajadores. Los santos de la época fueron Juan de Brito (India) y el padre Antonio Vieira (Brasil), los dos jesuitas.

### Elevación a patriarcado

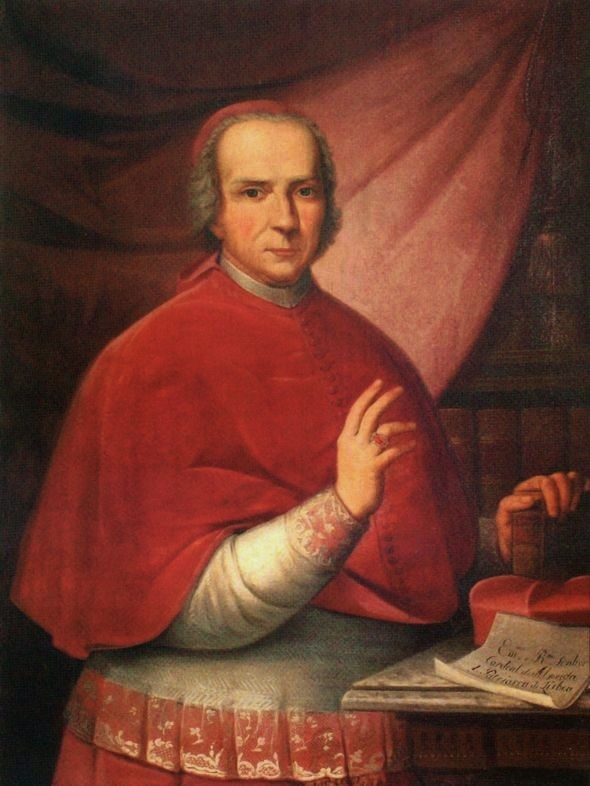
Tomás de Almeida, el primer patriarca de Lisboa

Después de la creación de la Capilla Real en 1709, su elevación a colegiata bajo la advocación de santo Tomás por la bula Apostolatus ministerio de Clemente XI del 1 de marzo de 1710, y de haber sido elevada a iglesia metropolitana y a basílica patriarcal, dedicada a Nuestra Señora de la Asunción (Nossa Senhora da Assunção), mediante la bula En supremo apostolatus solio de Clemente XI, el 7 de noviembre de 1716 la ciudad de Lisboa y la diócesis se dividió en dos partes: el patriarcado de Lisboa Occidental con sede a la capilla real, con el título de santa iglesia patriarcal, y la arquidiócesis de Lisboa Oriental, con sede a la antigua Catedral de Lisboa. La bula es conocida como bula de oro porque el sello fue puesto sobre un disco de oro en vez de sobre uno de plomo.
Propiamente el patriarcado de Lisboa surgió no de la arquidiócesis ya existente, sino de la elevación al rango de patriarca del capellán mayor del Reino de Portugal, que ya tenía jurisdicción episcopal ordinaria sobre algunas parroquias. El título patriarcal también se requería para equiparar al capellán del rey portugués con el capellán mayor del rey de España, que era titular del patriarcado de las Indias Occidentales en ese momento. Sin embargo, el título patriarcal es sólo nominal y el patriarca de Lisboa no tiene mayores derechos que los demás metropolitanos, aunque obtuvo precedencia sobre los arzobispos de Braga (primados de Portugal como Primas Hispaniarum o Primaz das Espanhas). La capilla real fue elevada a catedral patriarcal y su cabildo real y patriarcal prevalecía por su rango sobre el de la antigua catedral, que había existido durante siglos, hasta la unión de las dos en 1844. 
El 3 de enero de 1718, por la bula Gregis dominici cura, el papa Clemente XI estableció las diócesis sufragáneas de la sede patriarcal de Lisboa Occidental: Lamego, Leiría, Funchal y Angra; y para la arquidiócesis de Lisboa Oriental las diócesis de: 
Guarda, Portalegre, Santiago de Cabo Verde, Santo Tomé y Príncipe y de São Salvador en el Congo (hoy arquidiócesis de Luanda). 
Durando este período, en la arquidiócesis de Lisboa el arzobispo solía tener como vicario general a un obispo auxiliar que le asistía y reemplazaba si hacía falta, tanto para las funciones pontificales cómo jurisdiccionales. Cómo hoy en día en el caso de los obispos auxiliares, se trataba de un obispo nombrado por la Santa Sede, titular de una antigua diócesis, que aun con carencia de competencia territorial, mantenía las insignias episcopales. Siendo patriarca Tomás de Almeida pidió que su vicario general fuera elevado a arzobispo, petición que Clemente XI aceptó el 3 de octubre de 1718, con la cláusula «pro hache vice tantum, te dummodo hujusmodi concessio non transeat in exemplum». Sin embargo, a pesar de la cláusula, el título de arzobispo fue otorgado a todos los vicarios generales, inicialmente con el título de Lacedemonia y más tarde, con la creación del Reino de Grecia en 1832 que, precisamente incluía Lacedemonia, el título se sustituyó por el de Mitilene.
El 17 de diciembre de 1737 se le concedió la dignidad cardenalicia al patriarca de Lisboa, mediante la bula Inter praecipuas apostolici ministerii del papa Clemente XII. 
El 10 de octubre de 1722 el papa Inocencio XIII, por la bula Ad regmen Universalis Ecclesix, concedió como beneficio al patriarca el uso del hábito prelaticio de seda o lana. Este privilegio nunca fue puesto en práctica. El 3 de octubre de 1738 Clemente XII, por la bula Praeclara charissimi, otorgó a dignatarios y canónigos que tenían el uso de la mitra y de insignias pontificales, el privilegio de tener un oratorio privado y altar portátil en todo el país. El patriarca de Lisboa usaba, como el papa, tanto la silla gestatoria como las barbas, así como la solapa roja, el flabelo y el dosel en las procesiones, también usaba una mitra adornada con tres coronas bordadas, como la tiara del papa. Estas concesiones fueron otorgadas por Clemente XII, excepto por el uso de la tiara, que probablemente entró en uso sin una concesión formal. Por los derechos del Padroado el jefe de Estado portugués era quien imponía el capelo cardenalicio al patriarca de Lisboa, normalmente algo realizado por los papas. 
El 13 de diciembre de 1740 el papa Benedicto XIV, por la bula Salvatoris nostri Mater, aprobó la unión de las dos arquidiócesis. La división de la ciudad fue abolida por decreto del rey Joao V el 31 de agosto de 1741. La arquidiócesis de Lisboa Oriental había estado vacante desde la erección del patriarcado. Todos los canónigos de la arquidiócesis de Lisboa Oriental perdieron su condición. El 17 de noviembre de 1742, los canónigos se reunieron en la antigua sede de Lisboa y recitaron por última vez el oficio al corazón. Aquel día acabó su título, el hábito y la residencia. En 1746 fue inaugurada la nueva sede patriarcal.

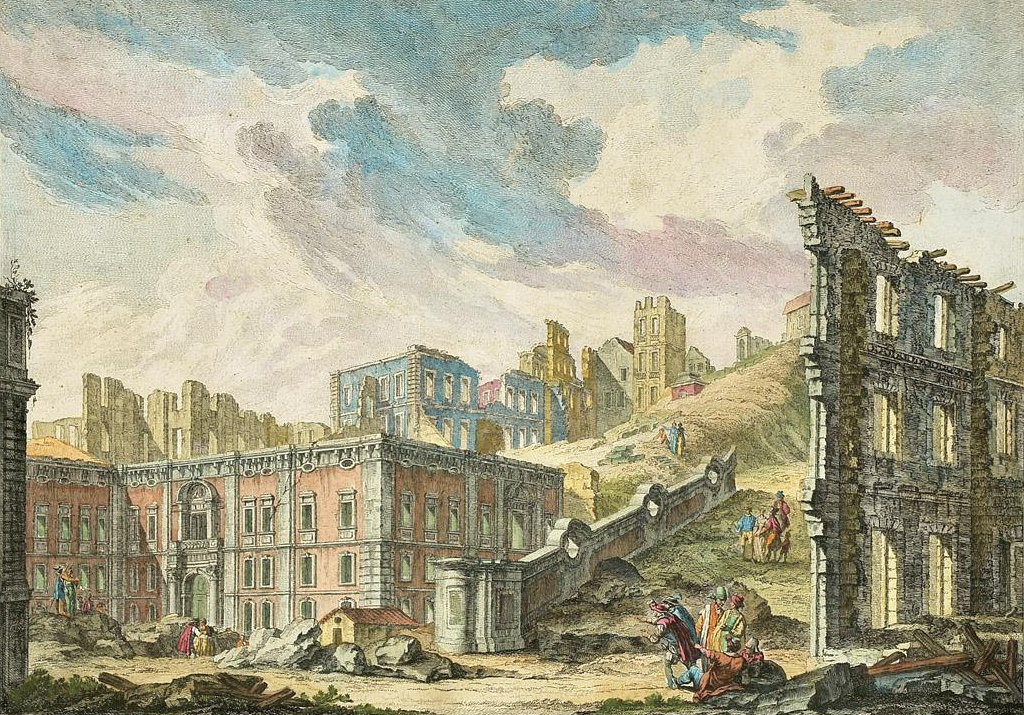
Las ruinas de la Plaza del patriarcado después del terremoto de Lisboa de 1755

En 1755 Lisboa fue golpeada por un terremoto de magnitud 9 en la escala de Richter, se hundió la antigua Capilla Real, situada cerca de Santo Julià, donde estaba situada la nueva sede patriarcal. Esta no llegó a tener sus propias instalaciones y se desplazó temporalmente a la Alcantara pero los incendios sucesivos hicieron que se trasladara a Cotovia.
También debido a este terremoto, fue necesario remodelar el distribución parroquial de Lisboa, con otras sedes y otros límites. La reorganización de las parroquias de la ciudad, hecha por el patriarca Fernando de Sousa e Silva en 1780, fue la base de añadidos posteriores. En 1780 la reina María trasladó el antiguo colegio de los jesuitas a Santarém, para que se hiciera allí el seminario diocesano. También fue la reina María quién hizo construir la basílica de la Estrella en honor del Sagrado Corazón de Jesús.
El 1756 se inició la construcción del nuevo edificio del Príncipe Real pero en marzo de 1769, en la vigilias de la festividad del Espíritu Santo, el edificio se quemó por un fuego encendido por la noche. Algunos papeles se mantuvieron en la casa de los marcos. El lugar se hizo conocido por el nombre de "Largo da Patriarcal Queimada". Fue trasladado a la iglesia de San Roque y después a la iglesia del Monasterio de San Benedicto de la Salud. El 31 de octubre de 1771, en la vigilia del día de Todos Santos, la sede patriarcal se quemó por un incendio en la casa donde guardaban los marcos, poniendo en peligro el patrimonio de la Torre do Tumbo instalado en una parte del edificio que Monasterio. El autor del fuego pretendía esconder un robo. El 5 de enero de 1772 fue trasladado al edificio del monasterio de São Vicente de Fora, que daría lugar a un fuego nuevo, que golpeó la Capilla de Nuestra Señora de Pilar. El 1792 se instaló a la Capilla Real de Ayuda.
El 25 de octubre de 1821, en la reunión de las Cortes Constituyentes se redactó un proyecto sobre la extinción de la sede patriarcal, presentado en la siguiente reunión del 15 de noviembre. Como solución provisional, las Cortes mandaron suspender todo tipo de pago al patriarcado el 4 de enero de 1822. Se esperaba que se presentara un plan de reforma. El 19 de agosto el encargado de negocios de Portugal en Roma, Carlos Matias Pereira, fue el encargado de pedir a la Santa Sede la supresión del patriarcado y la restauración de la antigua arquidiócesis.
El 28 de febrero de 1823, el papa León XII defendió ante el Gobierno portugués la conservación de la sede patriarcal.
Después de la revolución de 1834 en Portugal, la expulsión o abolición de las órdenes religiosas y la ruptura de las relaciones diplomáticas con la Santa Sede, los derechos del Padroado fueron completamente ignorados por la Santa Sede. Por decreto de 4 de febrero de 1834 el rey Pedro IV extinguió la santa iglesia patriarcal de Lisboa, teniendo en cuenta el informe de la Secretaría de Estado de Asuntos Eclesiásticos y de Justicia, y restauró en la basílica de Santa María la Mayor la arquidiócesis metropolitana. En virtud del artículo 5 de dicho decreto se concedió al cardenal patriarca de Lisboa el goce de las granjas y otros edificios anexos a Lisboa, antes de perder su puesto. En virtud del artículo 10 todos los activos de cualquier tipo pertenecientes a la extinta o a la basílica patriarcal de Santa María la Mayor se incorporarían como bienes nacionales.
El 10 de enero de 1835, se remitió al cardenal-patriarca una carta real, acompañada por dos decretos. La carta confirmaba el decreto del 4 de febrero, y ordenó la instalación de un nuevo cabildo en la nueva sede metropolitana el 22 de enero, fiesta del mártir san Vicente, patrono de la arquidiócesis de Lisboa, y determinó que en el ejercicio de sus funciones, el capítulo utilizara las mismas ropas que los canónigos y de los beneficiarios de las otras catedrales del reino.

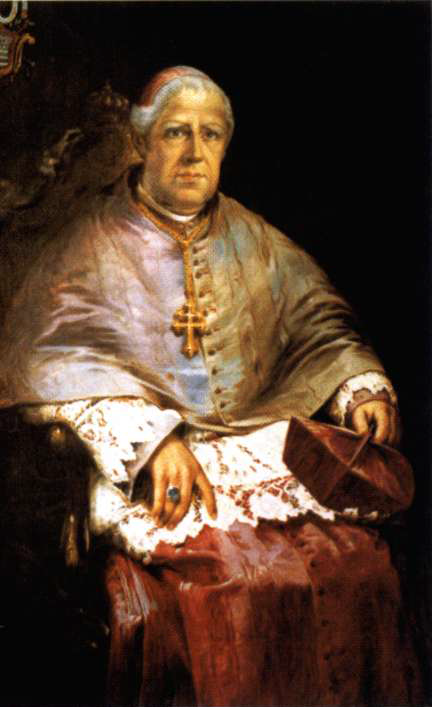
Francisco de São Luís Saraiva restaurador del patriarcado

El 16 de noviembre de 1836 y el 9 de enero de 1837 se aprobaron decretos de reorganización de la catedral. Las relaciones con la Santa Sede se restablecieron.
El 9 de noviembre de 1843, mediante la bula Quamvis aequo del papa Gregorio XVI se restituyó la catedral patriarcal, donde se unieron todos los canónigos y los beneficiarios de la antigüedad, en el templo que tenía que ser designado por el ejecutor de la bula, el cardenal Francisco de São Luís Saraiva. El 3 de julio de 1844, en ejecución de la bula se estableció la sede patriarcal en la antigua sede.
Después de grandes transformaciones vinculadas a las invasión francesa y las guerras Liberales con sus consecuencias, la reorganización de la arquidiócesis se realizaron durante el pontificado de Guilherme Henriques de Carvalho a medios del siglo XIX. Consiguió reabrirse el seminario diocesano de Santarém el 1853. Sus sucesores hasta la tercera década del siglo XX tuvieron que sostener la vida católica contra grandes desafíos ideológicos e institucionales antes y después de la proclamación de la Primera República Portuguesa.
El 30 de septiembre de 1881, con la bula Gravissimum Christi del papa León XIII, la diócesis de Leiria (hoy diócesis de Leiria-Fátima) fue suprimida y parte de su territorio fue incorporado al patriarcado de Lisboa, que entonces contaba con 344 parroquias con 733 337 fieles. Dentro de las facultades concedidas por la bula Gravissimum Christi, el 15 de septiembre de 1882 el gobierno portugués suprimió el exento de Tomar, incorporando al patriarcado el territorio de Tomar, la parroquia de Santiago de Santarém y la freguesia de Formigais en Ourém. La situación duró hasta el restablecimiento de la diócesis de Leiria-Fátima el 17 de enero de 1918 cuando se devolvió todo el territorio de esta diócesis, a excepción de la parroquia de Formigais, que fue cedida el 25 de marzo de 1957.

### República Portuguesa
A partir de 1929 el patriarca Manuel Gonçalves Cerejeira consolidó la vida diocesana, el fomento de las vocaciones sacerdotales, fundando nuevos seminarios —Olivais (1931), Almada (1935) y Penafirme (1960)— multiplicó las parroquias y la dirección del apostolado de los laicos. En su tiempo también se reabrió la Catedral de Lisboa, después de ser restaurada arquitectónicamente.
Tras la clausura del Concilio Vaticano II en 1965, hubo la necesidad de una pastoral de la reestructuración en la diócesis de cara a la profunda renovación que la Iglesia estaba pasando. Así, el 18 de abril de 1966 se publicó el decreto para la creación de una "comisión preparatoria de la reestructuración pastoral del Patriarcado de Lisboa" con un llamamiento a los obispos auxiliares, sacerdotes, religiosos y laicos de contribuir a la esperada renovación. Este comité fue el responsable de la reorganización pastoral de la diócesis, la implementación del consejo pastoral diocesano, la secretaría técnica pastoral del clero y de la división de seguridad del patriarcado a las zonas pastorales.

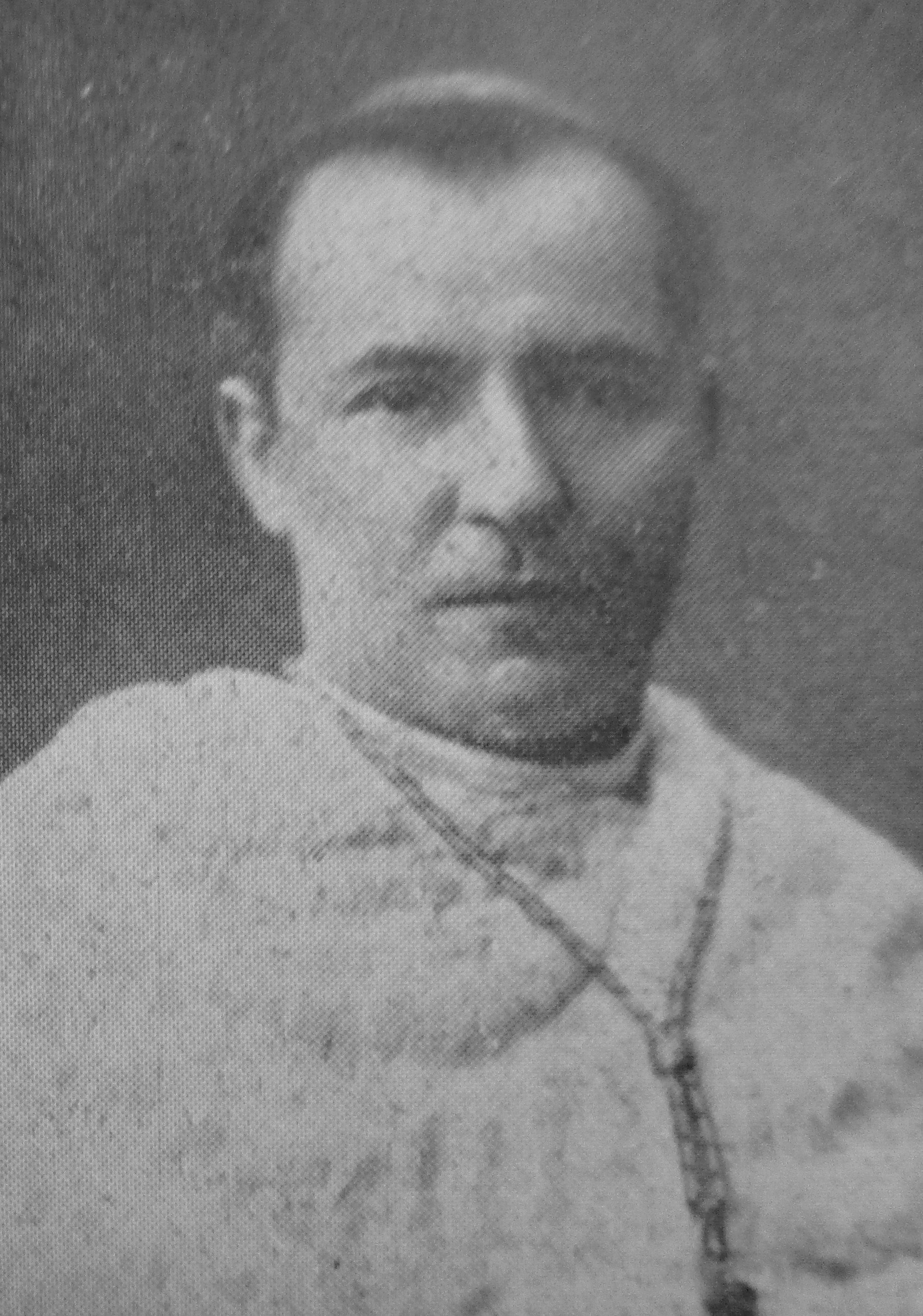
El cardenal Cerejeira, patriarca durante más de 40 años

Por nuevo decreto de 29 de mayo de 1966, el patriarcado se dividió en las regiones pastorales de Lisboa, Santarém y Setúbal: la Región pastoral de Lisboa se subdividió en ocho zonas pastorales: cuatro zonas en la ciudad de Lisboa (Central, Norte, Oriental y Occidental), la zona de Termo (Oeiras, Cascais, Sintra y Loures), zona Oeste (Mafra, Sobral, Torres Vedras y Lourinhã), Noroeste (parroquias del distrito de Leiría, de Bombarral en Nazaret) y el área de Ribatejo (restantes parroquias Este, Cadaval a Villa Franca de Xira). En este mismo decreto se hizo una invitación a todos los sacerdotes a formar una asamblea del clero, como un primer paso hacia el establecimiento de un Consejo Presbiteral, tal como se hacía en otras diócesis extranjeras, que tenía en la agenda la discusión de un consejo pastoral (que contara con la presencia de los laicos), secretariado de acción pastoral, comisión de actualización doctrinaria, formación apostólica y la seguridad del clero.
En 16 de julio de 1966 se publicó una disposición para designar los titulares de las tres regiones pastorales y las zonas pastorales. Fueron nombrados António Xavier Monteiro de Castro (vicario general de Lisboa), António Campos (vicario general de Santarém) y el Canónigo Yoão Alves (vicario episcopal de Setúbal). En 29 de noviembre de 1966 se creó la Secretaría de Acción Pastoral, presidida por el canónigo Manuel Falcão y la Comisión de Seguridad Social y Asistencia del Clero del Patriarcado, presidida por el P. Álvaro Proença. El 1 de enero de 1967 entre otros cambios, se estableció la subdivisión de la Región Pastoral de Santarém en tres zonas: Santarem, Norte y Além-Tejo. El 18 de noviembre de 1967 se estableció por decreto el Consejo Presbiteral. En este momento se decidió por el patriarca y por el Consejo Presbiteral la creación de las nuevas diócesis de Santarém y Setúbal. El 5 de mayo de 1970 se creó por decreto el Consejo Pastoral como prueba de su funcionamiento.
En 1971 António Ribeiro fue nombrado patriarca de Lisboa, sucediendo así las casi cuatro décadas de pontificado de Manuel Gonçalves Cerejeira, continuando el trabajo, en los nuevos términos exigidos por el Concilio Vaticano II y de la Portugal de antes y después de la Revolución de los Claveles.

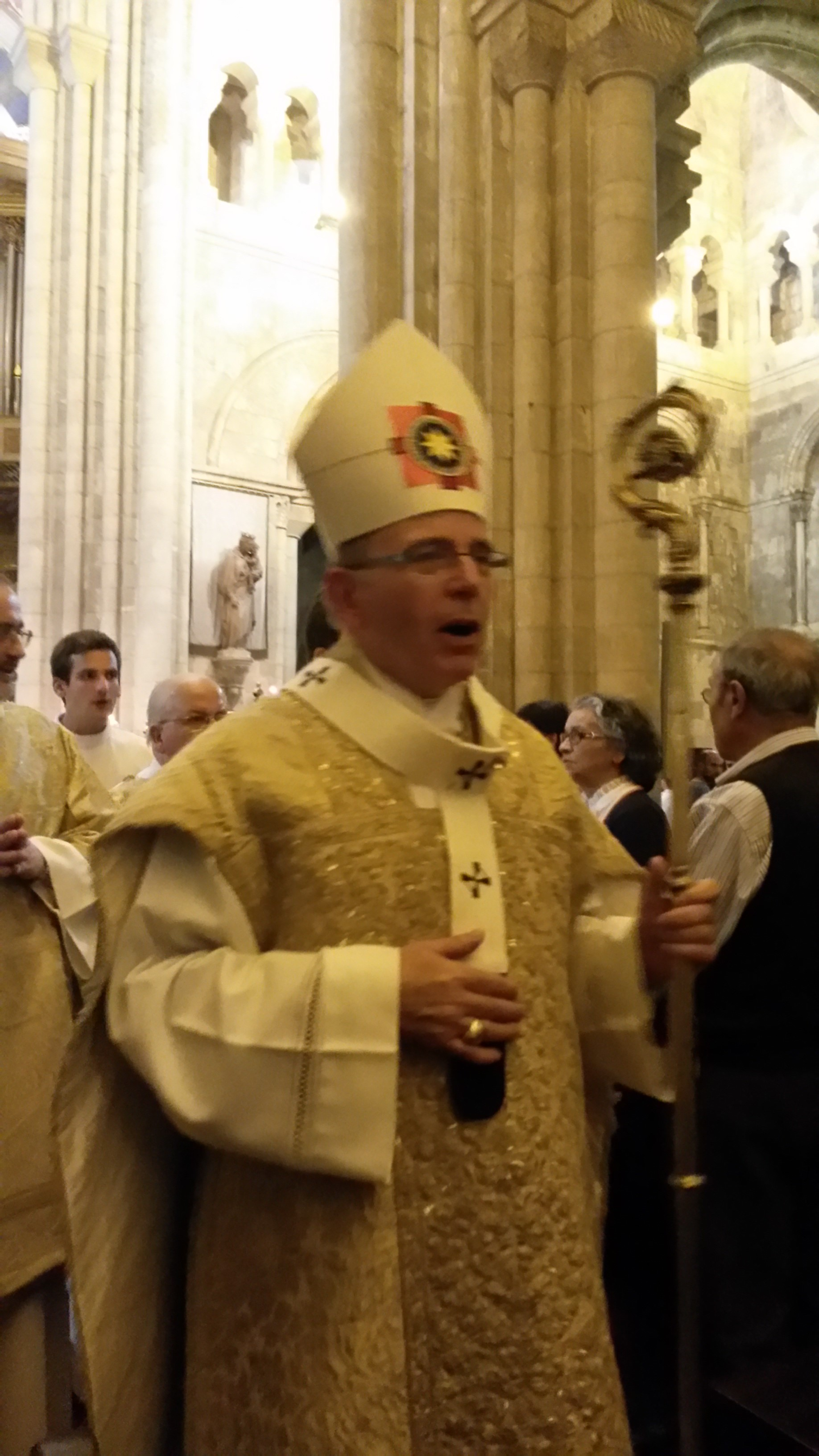
Manuel José Macário do Nascimento Clemente actual cardenal-patriarca de Lisboa

El 16 de julio de 1975, a petición del patriarca de Lisboa y de la Conferencia Episcopal Portuguesa, las diócesis de Santarém (mediante la bula Apostolicae Sedis consuetudinem) y de Setúbal (mediante la bula Studentes Nos) fueron erigidas por el papa Pablo VI a partir de territorio del patriarcado, dejándolo confinado en su dimensión territorial actual. Por esta época, António Marcelino Baltasar (obispo auxiliar del patriarcado de Lisboa entre 1975 y 1983) puso la hipótesis de la creación de una diócesis formada por los territorios cubiertos por el oeste zona pastoral. Teniendo en cuenta la extensión territorial (de Torres Vedras a Alcobaça), se llegó a nombrar la ciudad de Caldas da Rainha como sede por la futura diócesis. Sin embargo, después de una profunda reflexión con las comunidades, se llegó a la conclusión que a pesar de ser una zona con una identidad propia, se recomendó que se mantuviera unida a la diócesis de Lisboa. En 1984, António Ribeiro fundó el Seminario de Caparide.
En octubre de 1998 el patriarca José da Cruz Policarpo transfirió los servicios diocesanos al antiguo monasterio de São Vicente de Fora, que ya los alojó entre 1834 y 1910.

## Estadísticas
Según el Anuario Pontificio 2021 el patriarcado tenía a fines de 2020 un total de 1 496 130 fieles bautizados.
| Año                                                                             | Población            | Población | Población      | Sacerdotes | Sacerdotes    | Sacerdotes    | Bautizados por sacerdote | Diáconos permanentes | Religiosos | Religiosos | Parroquias |
| Año                                                                             | Bautizados católicos | Total     | % de católicos | Total      | Clero secular | Clero regular | Bautizados por sacerdote | Diáconos permanentes | Varones    | Mujeres    | Parroquias |
| ------------------------------------------------------------------------------- | -------------------- | --------- | -------------- | ---------- | ------------- | ------------- | ------------------------ | -------------------- | ---------- | ---------- | ---------- |
| 1950                                                                            | 1 297 000            | 1 621 400 | 80.0           | 440        | 348           | 92            | 2947                     |                      | 369        | 1059       | 324        |
| 1970                                                                            | 2 100 000            | 2 349 992 | 89.4           | 750        | 485           | 265           | 2800                     |                      | 651        | 2949       | 358        |
| 1980                                                                            | 1 950 000            | 2 150 000 | 90.7           | 708        | 371           | 337           | 2754                     | 1                    | 591        | 1471       | 238        |
| 1990                                                                            | 1 935 500            | 2 227 100 | 86.9           | 675        | 366           | 309           | 2867                     | 21                   | 572        | 1551       | 274        |
| 1999                                                                            | 1 894 315            | 2 205 077 | 85.9           | 620        | 322           | 298           | 3055                     | 25                   | 518        | 1338       | 284        |
| 2000                                                                            | 1 894 315            | 2 205 077 | 85.9           | 607        | 319           | 288           | 3120                     | 31                   | 481        | 1350       | 280        |
| 2001                                                                            | 1 894 315            | 2 205 077 | 85.9           | 600        | 309           | 291           | 3157                     | 30                   | 485        | 1303       | 280        |
| 2002                                                                            | 1 927 875            | 2 267 397 | 85.0           | 594        | 307           | 287           | 3245                     | 32                   | 463        | 1269       | 281        |
| 2003                                                                            | 1 927 875            | 2 267 397 | 85.0           | 622        | 326           | 296           | 3099                     | 38                   | 456        | 1262       | 282        |
| 2004                                                                            | 1 966 782            | 2 313 861 | 85.0           | 596        | 325           | 271           | 3299                     | 39                   | 430        | 1321       | 285        |
| 2011                                                                            | 1 869 000            | 2 235 000 | 83.6           | 604        | 330           | 274           | 3094                     | 79                   | 413        | 1094       | 288        |
| 2012                                                                            | 1 870 000            | 2 236 000 | 83.6           | 566        | 315           | 251           | 3303                     | 84                   | 387        | 1092       | 284        |
| 2015                                                                            | 1 648 885            | 1 924 650 | 85.7           | 543        | 291           | 252           | 3036                     | 84                   | 401        | 1104       | 285        |
| 2016                                                                            | 1 628 838            | 1 886 157 | 86.4           | 537        | 291           | 246           | 3033                     | 85                   | 393        | 1095       | 285        |
| 2018                                                                            | 1 557 000            | 1 774 700 | 87.7           | 545        | 290           | 255           | 2856                     | 87                   | 389        | 1108       | 285        |
| 2020                                                                            | 1 496 130            | 1 678 950 | 89.1           | 541        | 292           | 249           | 2765                     | 90                   | 371        | 1091       | 285        |
| Fuente: Catholic-Hierarchy, que a su vez toma los datos del Anuario Pontificio. |                      |           |                |            |               |               |                          |                      |            |            |            |